# Willem van Iependaal
Willem van Iependaal, pseudoniem van Willem van der Kulk (Rotterdam, 24 maart 1891 – Baarn, 23 oktober 1970) was een Nederlandse schrijver en dichter.

## Leven
Willem van Iependaal werd geboren in een Rotterdamse volksbuurt. Na een moeizame schoolloopbaan vertrok hij rond 1910 naar Engeland, waar hij in 1915 in dienst trad van het Britse leger. Zijn verblijf in de loopgraven wakkerde zijn antimilitaristische gevoelens aan, en ten gevolge van zijn dienst in vreemde krijgsmacht raakte hij het Nederlands staatsburgerschap kwijt. Terug in Rotterdam probeerde hij in de jaren twintig op allerlei manieren in zijn levensonderhoud te voorzien, hetgeen hem enkele malen in de gevangenis deed belanden. Tijdens zo'n verblijf schreef hij enkele gedichten die in handen kwamen van de schrijver A.M. de Jong. Deze moedigde Van Iependaal aan om zijn werk te publiceren.
In 1931 trouwde Van der Kulk, en ging wonen in de straat 'Iependaal', waaraan hij zijn pseudoniem ontleende. Zijn leven raakte in een wat rustiger vaarwater. Dat jaar kwam zijn eerste boek uit. Hij begon te publiceren, vooral in tijdschriften met een pacifistische of socialistische signatuur. Hij was onder andere ook actief in de vrijdenkersbeweging.
Grote populariteit kreeg Van Iependaal in de jaren dertig met zijn romans Polletje Piekhaar en Lord Zeepsop, die in hun tijd bestsellers waren. Kenmerkend voor zijn werk was de levendige stijl en het gebruik van een sterk door het Rotterdams gekleurde taal. Ook trad hij op met het Amsterdamse cabaret De Notenkraker. Van Iependaal kreeg hierdoor meer financiële armslag en vestigde zich in Laren, waar hij tijdens de oorlog onderduikadres verleende aan tientallen joden. In 1954 kreeg hij wegens zijn verdiensten in het verzet, het Nederlanderschap terug.
Na de oorlog schreef Van Iependaal nog vele pamfletten, hoorspelen (voor de VARA) en romans, en hield hij in heel Nederland vele voordrachten. In 1949 verscheen zijn boek De commissaris kan me nog meer vertellen als een reactie op de serie herinneringen van oud-politiecommissaris Hendrik Voordewind.
Sinds zijn dood in 1970 is hij ondanks zijn kleurrijke werk en gevarieerde leven in de vergetelheid geraakt. Wel werd naar hem een straat vernoemd: de Willem van der Kulkstraat. De Rotterdamse Schouwburg werd in 1988 geopend met de opera Pol, een bewerking van Polletje Piekhaar en Lord Zeepsop.

## Werk
- Liederen van den zelfkant (z.pl. 1932);
- Over de leuning en langs de kaai (Amsterdam 1934);
- Acht proletarische liederen. Op muziek gezet door Jos van Leeuwen (Rijswijk z.j.);
- Liedjes van ordelijke ellende (z.pl. z.j.);
- Polletje Piekhaar (Zeist 1935);
- Tusschen kuil en achterdoek (Maastricht 1936);
- Lord Zeepsop (z.j.);
- De vink op de waslijn (Amsterdam 1937);
- Kluivenduikers doedeldans. Vignetten van A. Hahn jr. (Amsterdam 1937);
- Kriebeltjes hoogtepunt (Amsterdam 1937);
- Adam in ongenade (Amsterdam 1938);
- De dans om de rinkelbom (Amsterdam 1939);
- De bocht in de vaart (Amsterdam 1940);
- Hakkie Boeman (Hoorn 1941);
- Gantelhoven's ereprijs (Amsterdam 1941);
- Polletje Piekhaar en Lord Zeepsop. Door den auteur herz. uitg. (Amsterdam 1942);
- Op drift. Liedjes van deze tijd (Bussum 1945);
- Gongslagen. Liedjes van ordelijke ellende (z.pl. z.j.);
- De aarde wacht! Lekenspel in vier taferelen (Amsterdam z.j.);
- De poort aan de zandweg. Spel voor de vakbondsjeugd (Amsterdam z.j.);
- Amalia Boterbies (Rotterdam z.j.);
- Ik, Willie Sutton (Assen z.j.; oorspronkelijke titel: I, Willie Sutton door Quentin Reynolds, naverteld door Willem van Iependaal);
- Op last van Heeren Zeventien (Amsterdam 1946);
- Speldeprikken. Verzen (Amsterdam 1946);
- Petrus in dubio (Amsterdam 1947);
- Gegist Bestek (Amsterdam 1947);
- Madame Pedasco. Tweede omgewerkte druk van 'De dans om de rinkelbom' (Amsterdam 1947);
- Alle liederen van de zelfkant (Amsterdam 1950);
- Vlieg er eens uit! (Amsterdam 1950);
- De commissaris kan me nog meer vertellen (Amsterdam 1951);
- Onder de pannen. Belevenissen in hotel Stoot je hoofd niet, de lijmkit van Moeke Mullemans (Bussum 1951);
- Bef Boef Bajes (Den Haag 1952)
- Denk om de bocht! Karre maar! (Bussum 1952);
- Madame Pedasco. Toneelspel naar de gelijknamige roman (Gouda 1953);
- Onder de pannen. Toneelbewerking van de gelijknamige roman (Gouda 1954);
- Mijn Rotterdam (Assen 1954);
- Uit het journaal van Chris Krabbedregger (Meppel 1955);
- Volkstaal en volkshumor (Bussum 1956);
- Blonde Manus (Bussum 1959);
- Omnibus (Bussum 1963);